# Praça Américo Marçal
A Praça Américo Marçal é uma praça situada no bairro de Sepetiba, na Zona Oeste da cidade do Rio de Janeiro. Localiza-se no quarteirão formado pelas seguintes ruas e avenidas: Avenida Santa Ursulina, Rua Trotadores Frederico e Rua do Ipê.
A praça é constituída, dentre outras coisas, por espaços verdes, quadra poliesportiva e espaço infantil.